# MV 아구스타 러쉬 1000
MV 아구스타 러쉬 1000(MV Agusta Rush 1000)은 MV 아구스타에서 2020년부터 생산 중인 스트리트 파이터 모터사이클이다. 브루탈레 1000RR을 기반으로, 드래그 레이스에서 일부 영감을 받은 디자인으로 2019년 밀라노 EICMA 쇼에서 최초로 선보였다.